# The Roop
The Roop — литовський попрок-гурт з Вільнюса. Гурт мав представити Литву на скасованому через пандемію коронавірусу пісенному конкурсі «Євробачення 2020» з піснею «On Fire». У 2021 році представляли Литву на Євробаченні 2021 з піснею «Discoteque», де здобули 8 місце.

## Історія
The Roop був створений у листопаді 2014 року у Вільнюсі. Всі три учасники раніше мали досвід роботи в музичній індустрії. Дебютний альбом «To Whom It May Concern» був записаний на студії DK Records та випущений у 2015 році.
У 2018 році гурт брав участь у литовському національному відборі на 63-й пісенний конкурс «Євробачення» з піснею «Yes, I Do», у фіналі відбору вони посіли третє місце.
The Roop повернувся на литовський нацвідбір у 2020 році, у фіналі якого гурт здобув перемогу, отримавши найвищі бали від суддів та глядачів. The Roop мав представити Литву на 65-му пісенному конкурсі «Євробачення» у Роттердамі, який було скасовано через пандемію коронавірусу.. Як повідомляється, The Roop візьмуть участь у литовському національному відборі на Пісенний конкурс Євробачення 2021.
19 грудня 2023 року гурт був оголошений серед конкурсантів Eurovizija.LT, литовського національного фіналу пісенного конкурсу Євробачення 2024 року, з піснею «Simple Joy».

## Дискографія

### Альбом
| Назва                  | Деталі                                                     |
| ---------------------- | ---------------------------------------------------------- |
| To Whom It May Concern | - Дата: 30 листопада 2015 - Формат: CD, Digital, Streaming |
| Ghosts                 | - Дата: 16 жовтня 2017 - Формат: CD, Digital, Streaming    |

### Мініальбом
| Назва     | Деталі                                                  |
| --------- | ------------------------------------------------------- |
| Yes, I Do | - Дата: 24 травня 2018 - Формат: CD, Digital, Streaming |

### Сингли
| 2016                                       | «Hello»                    | —  | Ghosts        |
| 2017                                       | «Dream On»                 | —  | Ghosts        |
| 2017                                       | «Keista Draugystė»         | —  | Ghosts        |
| 2018                                       | «Yes, I Do»                | —  | Yes, I Do     |
| 2019                                       | «Silly Me»                 | —  | Поза альбомом |
| 2019                                       | «Dance with Your Hands»    | —  | Поза альбомом |
| 2020                                       | «On Fire»                  | 1  | Поза альбомом |
| 2020                                       | «Keista Draugystė (remix)» | —  | Поза альбомом |
| 2021                                       | «Discoteque»               | 1  | Поза альбомом |
| 2021                                       | «Ohmygodable»              | 68 | Поза альбомом |
| 2022                                       | «Love Is All We Got»       | —  | Поза альбомом |
| «—» означає, що сингл не увійшов до чарту. |                            |    |               |